# 1779
| 1779               |
| ------------------ |
| Dødsfald - Fødsler |
| • Begivenheder     |

| Gregoriansk kalender | 1779 MDCCLXXIX          |
| Ab urbe condita      | 2532                    |
| Armensk kalender     | 1228 ԹՎ ՌՄԻԸ            |
| Kinesiske kalender   | 4475 – 4476 戊戌 – 己亥 |
| Etiopisk kalender    | 1771 – 1772             |
| Jødisk kalender      | 5539 – 5540             |
| Hindukalendere       |                         |
| - Vikram Samvat      | 1834 – 1835             |
| - Shaka Samvat       | 1701 – 1702             |
| - Kali Yuga          | 4880 – 4881             |
| Iransk kalender      | 1157 – 1158             |
| Islamisk kalender    | 1193 – 1194             |

Konge i Danmark: Christian 7. 1766 – 1808
Se også 1779 (tal)

## Begivenheder
- 16. juni – Spanien erklærer Storbritannien krig og indleder belejring af Gibraltar, som har været under engelsk styre siden 1713
- 27. september - John Adams vælges som forhandler for de revolutionære krav overfor den engelske kolonimagt

## Født
- 19. juni – Frederik Trampe, dansk adelsmand og politiker (død 1832).
- 14. november – Adam Gottlob Oehlenschläger, dansk guldalderdigter og forfatter. (død 1850).

## Dødsfald
- 14. februar − James Cook, britisk opdagelsesrejsende (født 1728).